# Adieu, les gosses !
Pour plus de détails, voir Fiche technique et Distribution.
Adieu, les gosses ! ou Au revoir, les garçons ! (en russe : До свидания, мальчики) est un film soviétique en noir et blanc sorti en 1964. Il est réalisé par Mikhaïl Kalik d'après la nouvelle éponyme de Boris Balter qui signe également le scénario. Le film est produit par les studios Mosfilm. Le film trouvera difficilement son public à cause de la censure soviétique, bien que le réalisateur Mikhaïl Kalik le considère comme sa plus grande réussite,.

## Synopsis
Un ancien militaire soviétique replonge avec nostalgie dans les souvenirs des derniers jours passés en compagnie de ses amis d'enfance au bord de mer en Crimée, avant leur départ sur le front de la Seconde Guerre mondiale.

## Fiche technique
- Titre : Adieu, les gosses !
- Réalisation : Mikhaïl Kalik
- Scénario : Boris Balter et Mikhaïl Kalik
- Photographie : Levan Paatashvili
- Musique : Mikaël Tariverdiev
- Direction artistique : Tatiana Antonova
- Montage : Lydia Kouznetsova
- Son : Viktor Zorine
- Costumier : Tamara Kasparova
- Assistant réalisateur : Karl Gakkel
- Caméraman : Valeri Sevostianov
- Rédaction : Zoïa Bogouslavskaïa
- Production : Mosfilm
- Pays d'origine : URSS
- Langue : russe
- Format : noir et blanc - Mono - 35 mm
- Genre : drame
- Durée : 82 minutes
- Dates de sortie : 1964

## Distribution
- Evgueni Steblov : Volodia Belov
- Nikolaï Dostal : Sacha Kriger
- Mikhaïl Kononov : Vitia Anikine
- Natalia Bogounova (ru) : Inna Ilina, petite amie de Volodia
- Anna Rodionova (ru) : Katia, petite amie de Sacha
- Viktoria Fiodorova (ru) : Zhenia, petite amie de Vitia
- Anguelina Stepanova (ru) : Nadejda Alexandrovna, mère de Volodia
- Nikolaï Grabbe : commandant
- Maxime Grekov (ru) : Popandopulo, marchand de vin
- Iossif Koline (ru) : Rufim Tartakovski, coiffeur
- Efim Kopelian : couvreur
- Alekseï Kouznetsov : Alekseï Pereverzev, secrétaire du comité de Komsomol
- Yevgeni Perov (ru) : père de Vitia
- Pavel Vinnik : chef du bureau de propagande
- Emmanuel Gueller (ru) : marchand de confiseries
- Mikaela Drozdovskaïa (ru) : fille sur la piste de danse au restaurant
- Lilia Evstigneïeva (ru) : jeune femme à la plage
- Elza Lejdeï : femme du couvreur
- Viktor Markine (ru) : directeur de l'école
- Evguenia Melnikova (ru) : Sonia, mère de Sacha
- Evgueni Morgounov : homme à la plage
- Vladimir Pitsek (ru) : Spiridonov
- Boris Sitchkine (ru) : maître de conférence
- Gourguen Tonounts (ru) : John Dunker
- Gueorgui Toussouzov (ru) : médecin
- Guennadi Youkhtine (ru) : matelot

## Autour du film
- Le tournage a lieu à Eupatoria en Crimée.
- Au début du film, les protagonistes au cinéma regardent La Jeunesse de Maxime (1935), de Grigori Kozintsev et Leonid Trauberg.
- Le film réunit 13,1 millions de spectateurs en salles.
- Après l'immigration de Mikhaïl Kalik vers l'Israël en 1971, la projection du film sera interdite en URSS[1].